# Jongkindia
Jongkindia novootkriveni afrički monotipski rod malog drveća iz porodice Passifloraceae.

## Opis
Jongkindia, mala vrsta drveća endemična za lokalno područje u jugoistočnoj Liberiji, opisana je kao novi monotipski rod Passifloraceae sens. lat. Njegova jedina vrsta Jongkindia mulbahii kombinira cvjetne karakteristike Turneraceae i voćne karakteristike Passifloraceae s.s. (ili potporodica Passifloroideae u APG) i stoga se može smatrati da zauzima izolirani morfološki položaj. Ovo je ovdje potvrđeno filogenetskim analizama temeljenim na sekvenci DNK, uključujući većinu rodova Passifloracean, što ga svrstava u sestru Passifloroideae. Ocrtano je 16 morfoloških znakova i njihova stanja te su optimizirni na rekonstruiranom filogenetskom stablu. Na temelju ovih rezultata smatra se da su karakteristike ploda Passifloraceae (bobice s izbočenim sjemenkama) sinapomorfne za Passifloroideae. Monotipsku Pibiriju i Jongkindiju pretežno karakteriziraju autopomorfije. S druge strane, kladuu Adenia/Passiflora karakteriziraju polimorfizmi. Jongkindia je smještena u novo pleme Jongkindieae Breteler & F.T.Bakker. Predstavljen je nacrt sekvence plastoma za Jongkindia mulbahii i raspravlja se o prijenosu fragmenata dva mitoma na plastom (mtpt). Strukturno, Jongkindia plastom izgleda sličan onom od Populus, Adenia, Mitostemma, Dilkea i Passiflora pittieri, ali ne sadrži prethodno opisane glavne inverzije unutar drugih, više izvedenih, Passiflora plastoma.